# Skoboraden

Skoboraden är en rad öar söder om Nämdö i Stockholms skärgård som bildar en sammanhängande skärgård. Öarna skiljs åt av mycket smala och steniga sund och utgör en för större båtar ogenomtränglig barriär. Den norra delen, däribland Ormskär, Brunskär och Hamnskär, ingår i Bullerö naturreservat. Även större delen av Jungfruskär och Grönskär är naturreservat. Koskären och öarna öster om dessa, till exempel Aspskär, ligger i ett fågelskyddsområde. Ängskär, Jungfruskär, Vånö och Gillinge har idag bofast befolkning. På 1800-talet fanns även fiskartorp på Brunskär, Hamnskär och Grönskär.
Namnet kommer antagligen från ön Skogsboören som ligger i inloppet till naturhamnen vid Jungfruskär.

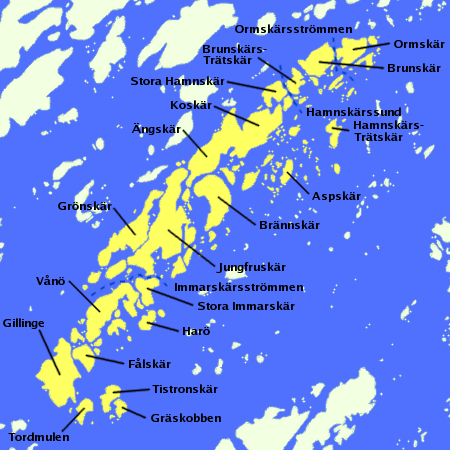
Öarna i Skoboraden

| Öarna i Skoboraden, från norr till söder: - Ormskär - Brunskär - Brunskärs Trätskär - Hamnskär - Koskären - Ängskär - Jungfruskär - Grönskär - Stora Immarskär - Vånö - Fålskär - Gillinge | Farbara passager för mindre båtar: - Ormskärsströmmen mellan Ormskär och Brunskär (minsta djup 1,8 meter) - Brunskärssund mellan Brunskär och Brunskärs Trätskär (minsta djup 1,4 meter) - Hamnskärssund mellan Brunskärs Trätskär och Hamnskär (minsta djup 2,0 meter) - Immarskärsströmmen mellan Jungfruskär och Stora Immarskär (minsta djup 1,2 meter) |